# Vicky McClure
Vicky Lee McClure, född 8 maj 1983 i Nottingham, är en brittisk skådespelare.
McClure är främst känd för sina roller i Shane Meadows filmer A Room for Romeo Brass (1999), This Is England (2006), de påföljande miniserierna This is England '86 (2010), This is England '88 (2011) och i polisserien Line of Duty. Hon har även haft en roll i Madonnas långfilm Filth and Wisdom (2008). 2013 hade hon en roll i tv-serien Broadchurch.
För rollen som Lol i This Is England '86 vann hon en BAFTA Award i kategorin Bästa kvinnliga huvudroll 2011. 2012 blev hon återigen nominerad för samma roll.